# Keith Hernandez
Keith Hernandez (San Francisco, 20 de octubre de 1953) es un exbeisbolista estadounidense que jugó la mayor parte de su carrera en los equipos profesionales St. Louis Cardinals y New York Mets. En cinco ocasiones hizo parte del Juego de Estrellas de las Grandes Ligas de Béisbol, en 1979 fue nombrado MVP de las Grandes Ligas y ganó dos Series Mundiales con los Cardinals y los Mets.
Por su trabajo defensivo recibió el Guante de Oro en once temporadas consecutivas y es considerado entre los mejores jugadores defensivos en la historia del béisbol estadounidense. Se retiró como jugador activo después de pasar un año con los Cleveland Indians en 1990. Desde 2006 se ha desempeñado como locutor de televisión para los juegos de los Mets en SportsNet New York y WPIX, así como analista de estudio para la MLB en la cadena Fox desde 2017.
En 1992 realizó una aparición en la serie de televisión Seinfeld, en el episodio "The Boyfriend". A partir de entonces apareció en otras producciones para cine y televisión como The Scout, Law & Order, Barracuda y Billions.